# Łubianka (Moskwa)
Łubianka (ros. Лубянка) – budynek należący do organów bezpieczeństwa państwowego ZSRR i Rosji na placu Łubiańskim w Moskwie. W latach 1919–1992 służył jako główna siedziba organów bezpieczeństwa państwowego ZSRR i Rosji radzieckiej (kolejno Czeki, OGPU, NKWD, MWD i KGB), obecnie wchodzi w skład kompleksu budynków Federalnej Służby Bezpieczeństwa Federacji Rosyjskiej.
Pod koniec XIX wieku na początku ulicy Bolszaja Łubianka na zlecenie towarzystwa ubezpieczeniowego „Rossija” wybudowano kompleks budynków pod wynajem mieszkań. Prace nadzorowali architekci Nikołaj Proskurnin, Aleksandr Iwanow i Wiktor Wieliczkin. Po rewolucji październikowej budynki przejęła Czeka. W latach 1932–1933 architekci Arkady Langman i Iwan Biezrukow ukończyli budynek od strony ulicy Furkasowskiej dla coraz bardziej rozrastającego się aparatu służb specjalnych. W latach 1944–1948 architekt Aleksiej Szczusiew rozpoczął całkowitą przebudowę Łubianki w celu poszerzenia i scalenia rozproszonych budynków jedną fasadą. Przebudował on lewą stronę kompleksu, ale symetryczny wygląd budowla uzyskała dopiero w latach 80. XX wieku pod kierunkiem architekta Gleba Makariewicza.

## Historia

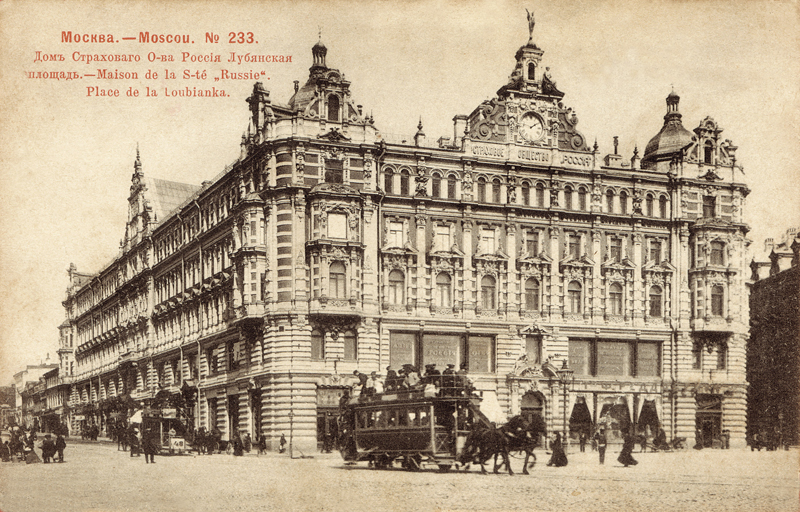
Gmach towarzystwa ubezpieczeniowego „Rossija” na placu Łubiańskim przed 1917

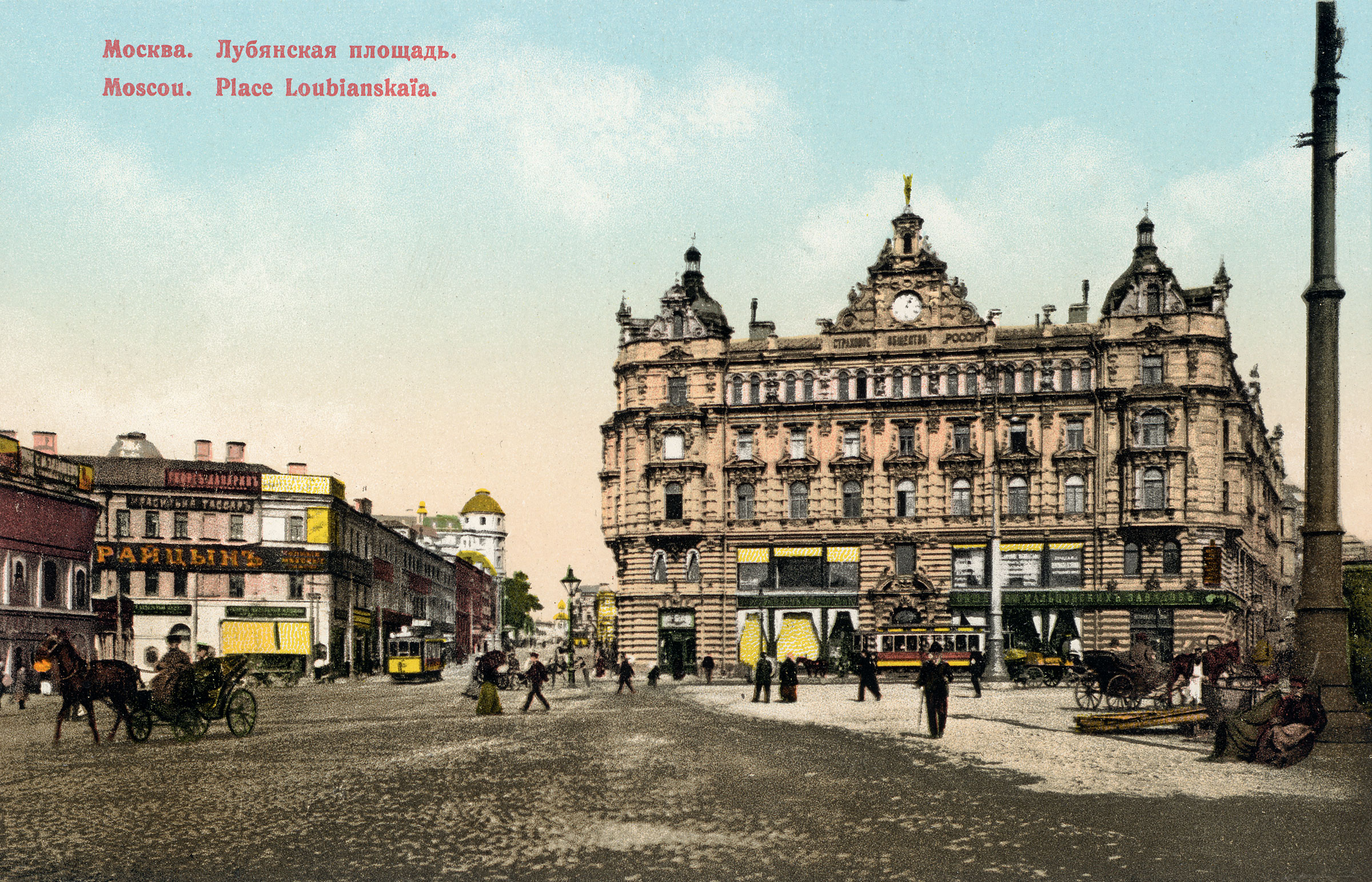
Widok na plac Łubiański, początek XX wieku

### Geneza
W XVIII wieku duży majątek naprzeciwko placu Łubiańskiego należał do gruzińskich książąt Dadiani. Według planu z 1772 roku w głębi działki znajdował się obszerny, murowany, jednopiętrowy dwór. Budynek łączył w sobie formy barokowe i klasycystyczne. Na granicy posiadłości znajdowały się budynki mieszącego różnego rodzaju sklepy. Kompleks został uszkodzony podczas wielkiego pożaru Moskwy w 1812 roku, a hodowca Fiodor Mosołow kupił za niewielką kwotę wypalone budynki na aukcji. Posiadał on dużą kolekcję obrazów Petera Rubensa, Antonio Correggio, Rembrandta, Antoona van Dycka, Diego Velázqueza i innych. Według dramatopisarza Stiepana Żychariewa Mosołow umieścił swoją kolekcję w przejętym majątku moskiewskim.

Po śmierci właściciela w 1840 roku majątek na Łubiance odziedziczyła wdowa, a w 1857 roku jego siostrzeniec Siemion Mosołow. W murach domu założył on prywatną galerię, w której umieścił kolekcję grafik i obrazów. Po śmierci Mosołowa w 1880 roku kolekcję i majątek odziedziczył jego syn Nikołaj. W tym okresie na działce znajdowało się kilka budynków zajmowanych przez umeblowane pokoje, sklep spożywczy, warszawskie towarzystwo ubezpieczeniowe, studio fotograficzne Friedricha Moebiusa oraz karczmę. Publicysta Władimir Giljarowski w swojej książce „Moskwa i moskwicze” tak opisuje budynek mieszkalny: 

Wszystkie pokoje były wynajmowane na miesiąc, za każdym razem przez ich stałych mieszkańców. (…) Wąskie korytarze, niczym tunele, o specyficznym „hotelowym” zapachu. Lokaje biegali bezustannie, niesłyszalnymi krokami, z kiepsko ocynowanymi i nieoczyszczonymi samowarami w kłębach pary, do pokojów i z powrotem. (…) Stopniowo, w miejsce umierających właścicieli ziemskich, pokoje zajmowali nowi lokatorzy i to zawsze na długie lata. Przez wiele lat mieszkali tu pisarz S.N. Filippow i doktor Dobrow, żyli tu moskiewscy aktorzy, słowem spokojni, biedni ludzie, którzy kochali wygodę i ciszę

### Dom towarzystwa ubezpieczeniowego „Rossija”
W kwietniu 1894 roku majątek Nikołaja Mosołowa o łącznej powierzchni ponad tysiąca sążni kwadratowych kupiło towarzystwo ubezpieczeniowe „Rossija” za 475 tys. rubli. Według magazynu „Zodczij” zarząd biura wraz z francuskim międzynarodowym towarzystwem wagonów sypialnych i dużymi europejskimi sieciami hotelowymi zamierzał na tym terenie wybudować hotel. Założono, że kompleks będzie konkurował z położonym nieopodal ekskluzywnym hotelem „National”. Prace miał nadzorować architekt J. Szedan. Równolegle jednak towarzystwo ubezpieczeniowe zorganizowało w Moskwie otwarty konkurs na projekt hotelu, w którym wzięli udział m.in. A.W. Iwanow, P.K. Bergstresser, A.A. Gimpel, N.M. Proskurnin i inni. Zarząd towarzystwa ubezpieczeniowego preferował połączenie pomysłów Bergstrassera, Gimpela i Proskurnina. Ale w tym samym okresie, podczas negocjacji ze stroną francuską, podjęli oni ostateczną decyzję o powierzeniu opracowania projektu Szedanowi. W Moskwie prace nadzorować miał Aleksandr Iwanow z udziałem Nikołaja Proskurnina.
Wkrótce po wzniesieniu nowego domu stosunki pomiędzy partnerami rosyjskimi i francuskimi pogorszyły się, dlatego kierownictwo towarzystwa ubezpieczeniowego „Rossija” powierzyło pracę rosyjskim architektom Proskurninowi, Iwanowowi i Wieliczkinowi. Jednocześnie część wzniesionych już ścian trzeba było rozebrać, a resztę zaadaptować pod nowy projekt: zamiast hotelu postanowiono wybudować trzypiętrowy apartamentowiec w stylu eklektycznym. Prace budowlane zakończono w 1898 roku (według innych źródeł – w 1900). Od strony placu fasadę ozdobiono napisem: „Towarzystwo ubezpieczeniowe Rossija”. Dach ozdobiono wieżyczkami, a na jednej z nich zainstalowano masywny zegar. Po obu stronach znalazły się płaskorzeźby kobiet nazwane „Sprawiedliwość” i „Pocieszenie”.
Pierwsze piętra zajmowała księgarnia Naumowa, szwalnia Popowa i inne sklepy, górne przeznaczone były na mieszkania pod wynajem. W sumie było tam 51 umeblowanych mieszkań, przeznaczonych dla zamożnych gości; koszt wynajmu mógł sięgać nawet czterech tysięcy ówczesnych rubli rocznie. Całkowity roczny dochód firmy z tytułu wynajmu przekraczał 160 tys. rubli. W różnych okresach w murach domu mieszkali pianista Konstantin Igumnow i genetyk Władimir Efroimson, mieściło się tam nawet żeńskie gimnazjum pod kierownictwem N.E. Szpissa.
W 1902 roku na prawo od kamienicy po drugiej stronie ulicy Małaja Łubianka wybudowano czterokondygnacyjny budynek według projektu architekta Aleksandra Iwanowa, w parze do gmachu towarzystwa ubezpieczeniowego „Rossija”. Mieściło się w nim biuro firmy transportowej „Kaukaz i Merkury”. Na dziedzińcu znajdował się osobny budynek, w którym mieścił się Hotel Imperial.

### Gmach organów bezpieczeństwa państwowego

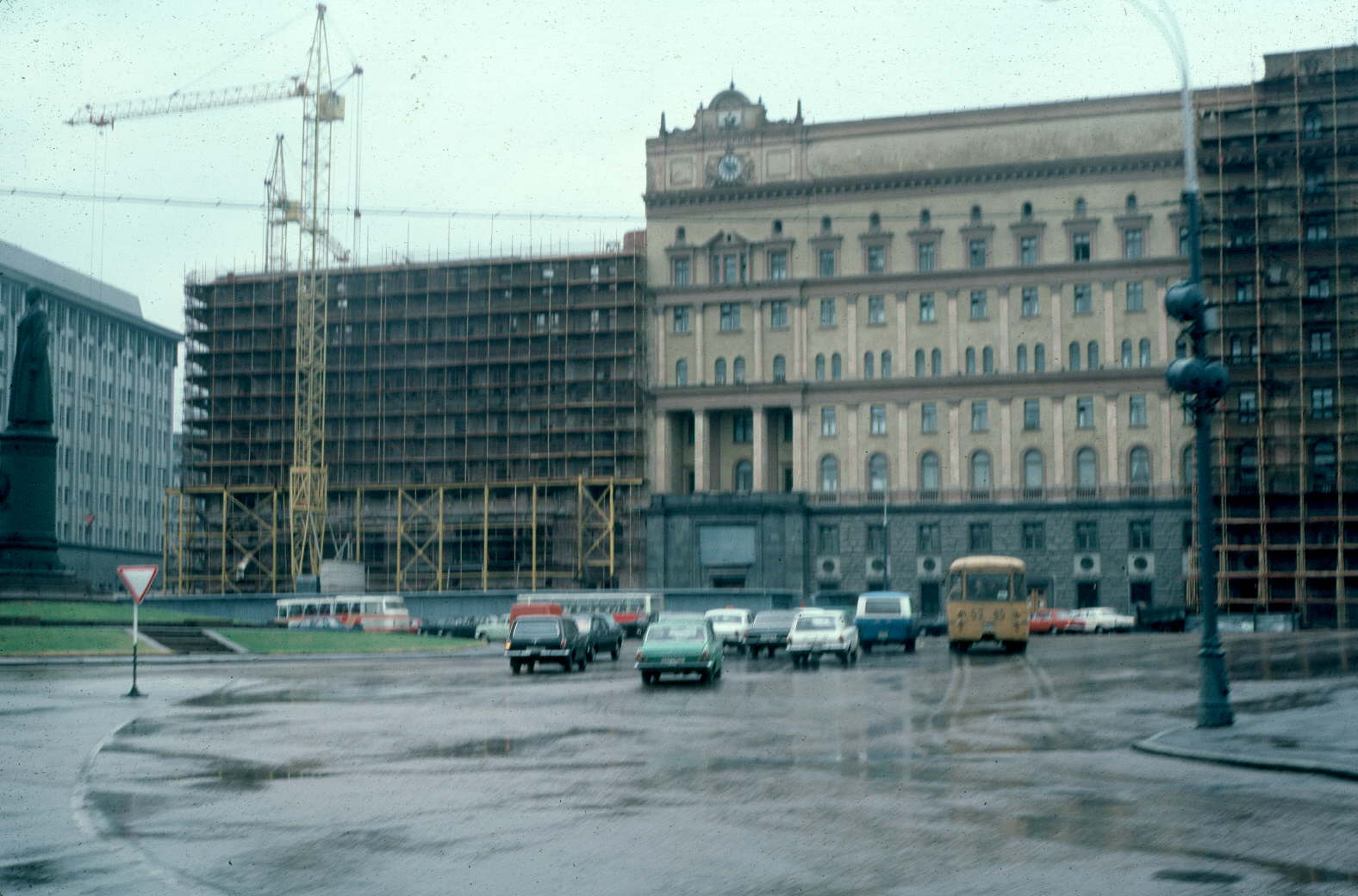
Gmach KGB podczas rozbudowy w 1983. Dobrze widoczne powstające dopiero lewe skrzydło budynku

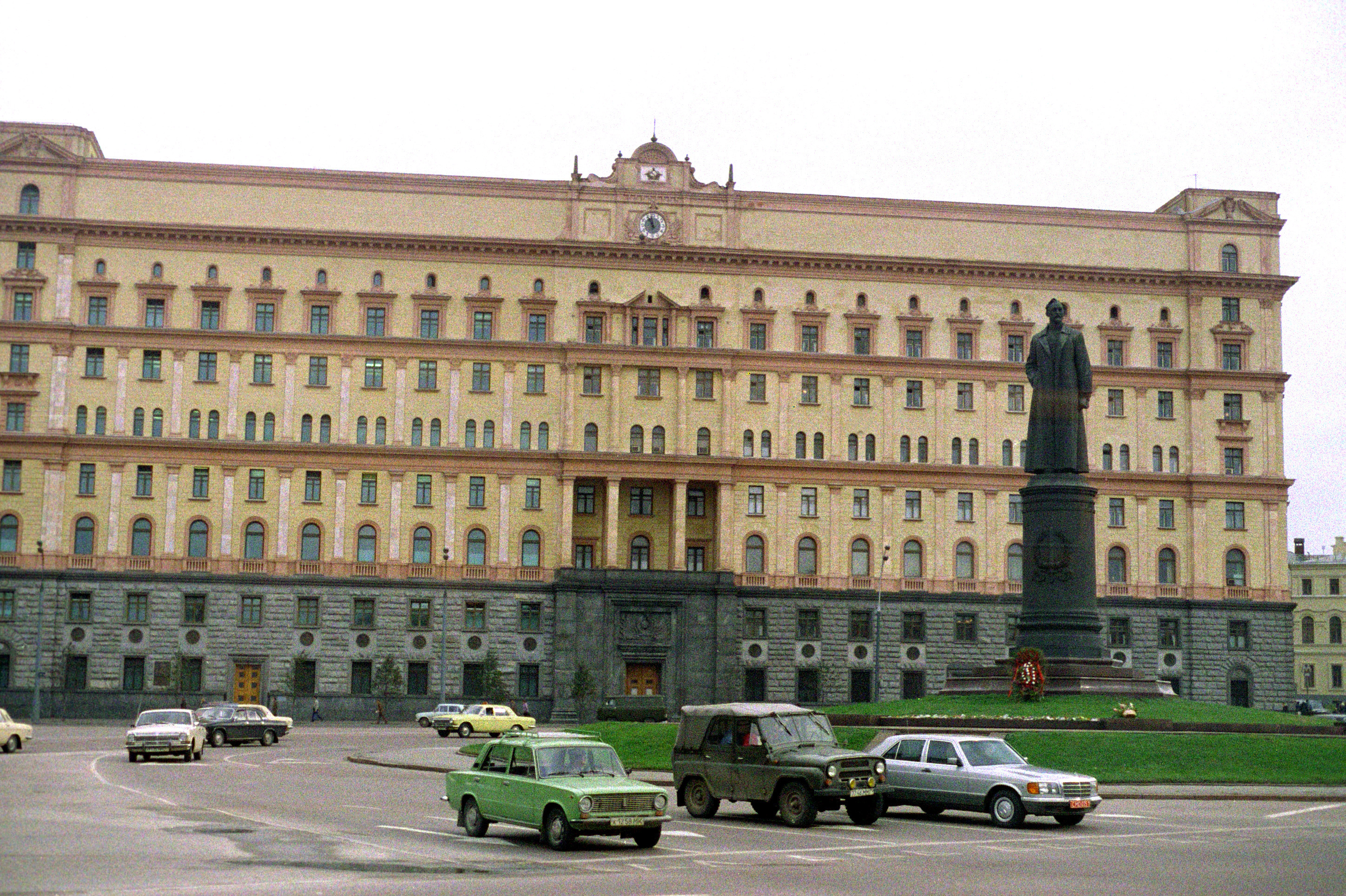
Budynek kierownictwa KGB na Łubiance w 1985

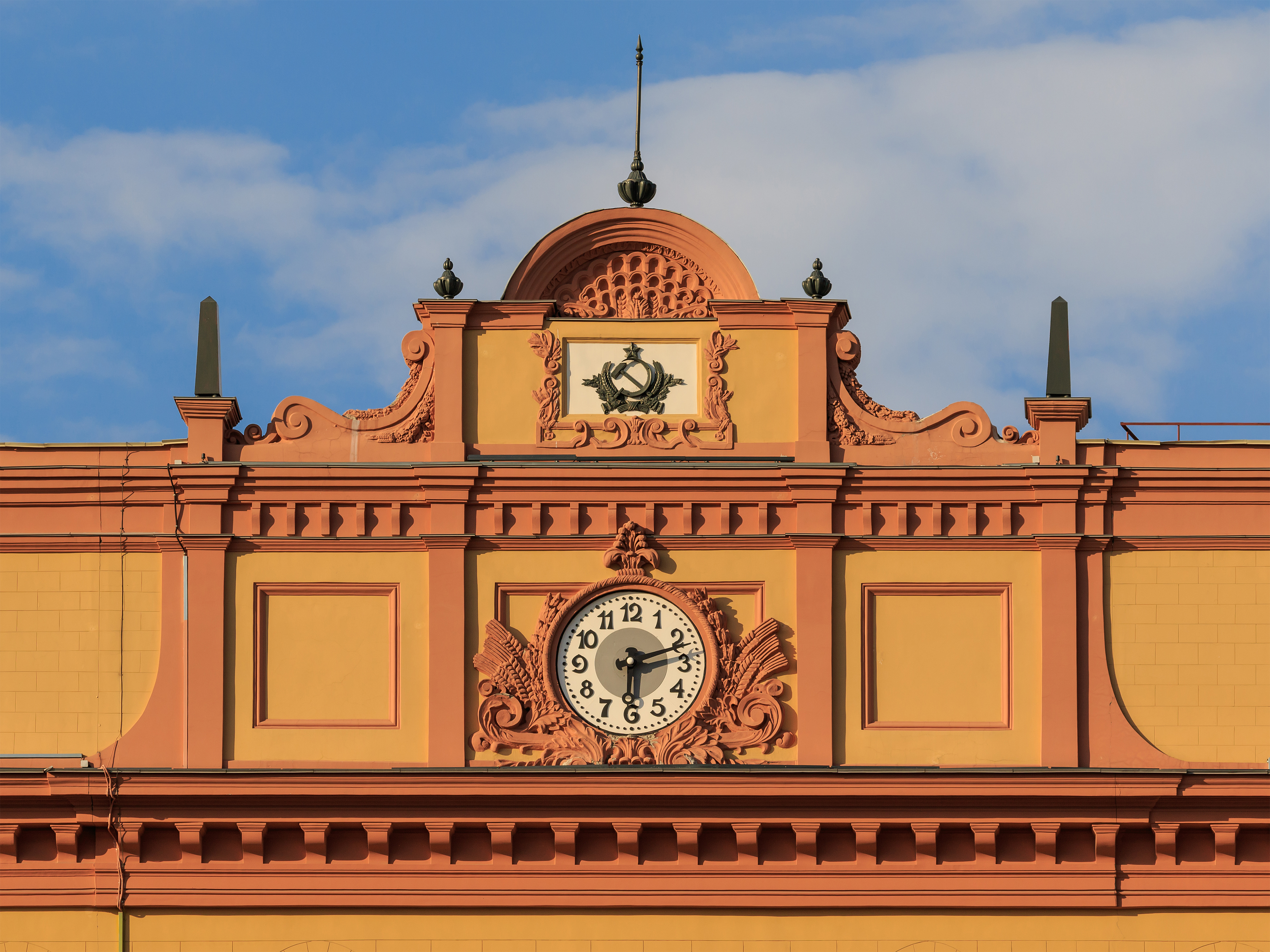
Zegar na gmachu FSB na Łubiance, 2017

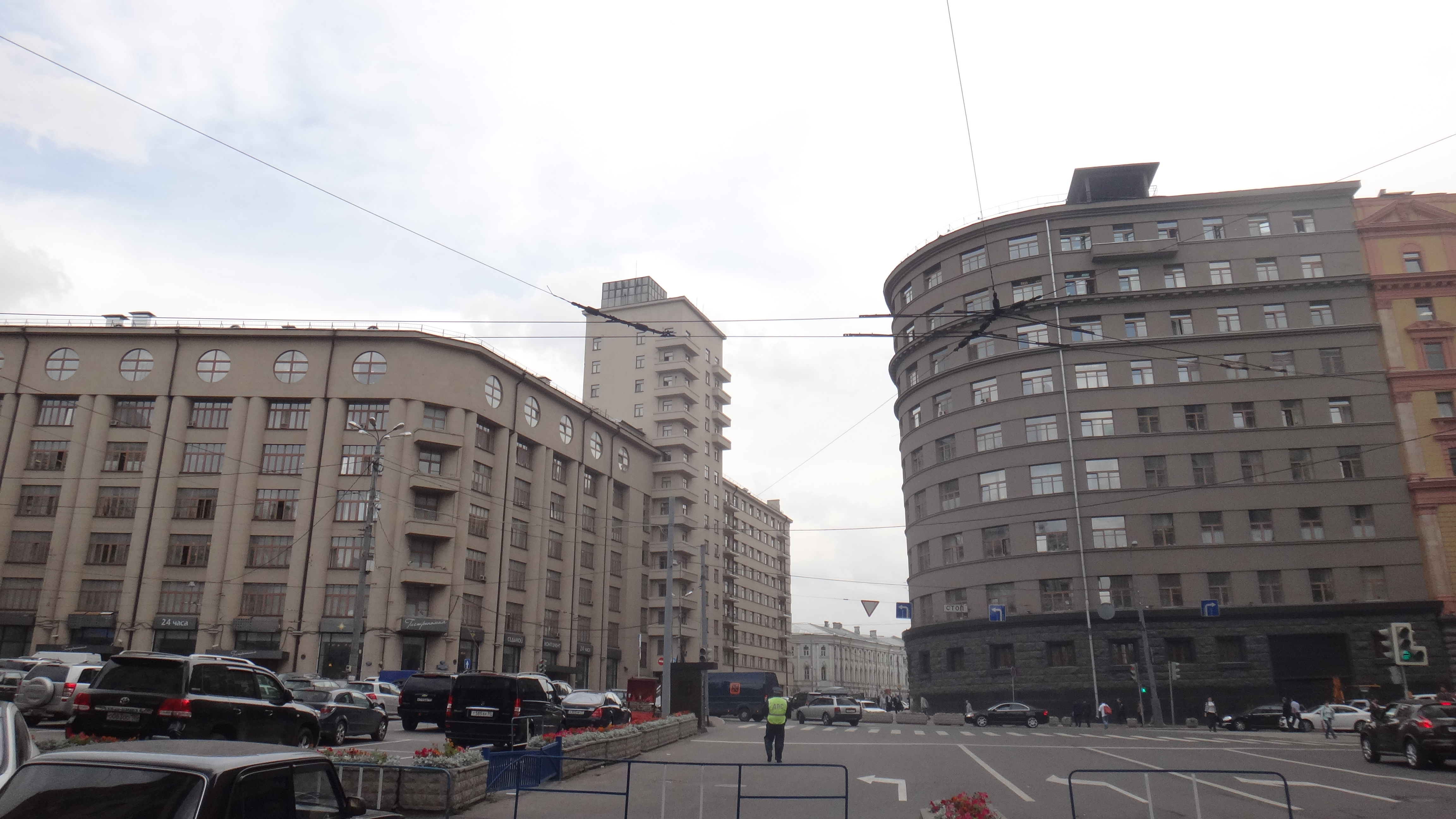
Widok na ulicę Furkasowską, po prawej budynek wzniesiony przez Arkadego Langmana, 2012

Dekretem Rady Komisarzy Ludowych z 1918 roku zlikwidowano prywatne organizacje ubezpieczeniowe, a ich nieruchomości i majątek znacjonalizowano. W maju 1919 roku budynek przeszedł pod jurysdykcję Moskiewskiej Rady Związków Zawodowych. Jednak kilka dni później zarządzenie to zostało anulowane, a po eksmisji ostatnich lokatorów dom został zajęty przez Wydział Specjalny moskiewskiej Czeki. W ciągu kilku miesięcy do lokalu przeniósł się cały centralny aparat Czeka pod kierownictwem Feliksa Dzierżyńskiego. W 1920 roku wolnostojący budynek na dziedzińcu zamieniono na więzienie wewnętrzne. Cały kompleks podlegał bezpośredniej jurysdykcji łubiańskiego gospodarstwa mieszkaniowego, które do 1921 roku posiadało ponad sto domów.
Następnie organy bezpieczeństwa państwowego były wielokrotnie przekształcane i przemianowywane: od 1921 roku OGPU, które w 1934 roku weszło w skład NKWD. W budynku mieściły się także siedziby NKGB i MGB w okresie istnienia odrębnych wydziałów bezpieczeństwa państwowego. W 1946 roku NKWD zostało przekształcone w Ministerstwo Spraw Wewnętrznych, na podstawie którego od 1954 roku funkcjonowało KGB. Po rozpadzie ZSRR w budynku przy placu Łubiańskim mieściła się kwatera główna rosyjskich służb specjalnych, które również kilkakrotnie zmieniały swoje oficjalne nazwy. Od 1996 roku kompleks zajmuje FSB.
Aparat bezpieczeństwa państwowego stale się rozrastał. Tak jak w 1928 roku w urzędzie pracowało ok. 2,5 tys. osób, tak do stycznia 1940 roku personel liczył już 32 tys. Wraz ze wzrostem liczby pracowników konieczna była rozbudowa lokalu. W latach 1932–1933 za dawnym budynkiem towarzystwa ubezpieczeniowego architekci Arkady Langman i Iwan Biezrukow wznieśli dodatkowy budynek w stylu konstruktywistycznym. Miał on kształt litery „Ш”, a jego zaokrąglone rogi wychodziły na ulice Bolszaja i Małaja Łubianka. Od strony ulicy Furkasowskiej główna fasada została ozdobiona rustyką i pokryta czarnym labradorem, nad wejściem umieszczono godło ZSRR. Współcześni zwracali uwagę na wady architektoniczne budynku: naruszenie integralności zespołu i brak jednolitego stylu . Parter nowo wybudowanego domu był połączony z dawnym kompleksem towarzystwa ubezpieczeniowego „Rossija”. Pomieszczenia zajmowały wydziały zagraniczne, transportu, księgowości i statystyki, główny oddział straży granicznej, archiwum, biblioteka i inne służby. Zgodnie z nową numeracją nowo wybudowany budynek otrzymał numer 4, a ponieważ wcześniej rozebrane budynki miały numery 6 i 10, nie były już one więcej wymieniane na ulicy Bolszaja Łubianka . W tym samym okresie na budynek więzienia wewnętrznego podniesiono o cztery kolejne piętra.
W 1939 roku architektowi Aleksiejowi Szczusiewowi zlecono rekonstrukcję starych budynków. Początkowo projekt miał być budynkiem pięciokondygnacyjnym, bogato zdobionym w górnej części. Jednak później plany zostały ograniczone. Szkic zatwierdził ludowy komisarz spraw wewnętrznych Ławrientij Beria w 1940 roku, ale z powodu wybuchu wojny z Niemcami prace budowlane zostały przełożone. 20 października 1941 roku w Moskwie wprowadzono stan oblężenia. W tym okresie większość aparatu bezpieczeństwa państwowego została ewakuowana do Kujbyszewa, ale w mieście pozostali ci enkawudziści, którym powierzono zadanie ochrony porządku publicznego w stolicy. 22 października otrzymali także zadanie walki z wrogiem w granicach miasta, jeśli ten zdoła się przebić. Również do Kujbyszewa postanowiono wywieźć część więźniów osobnymi wagonami. Zgodnie z „planem moskiewskim” NKWD kompleks na Łubiance był zaminowany i miał zostać wysadzony w przypadku upadku miasta. Miny usunięto dopiero w 1942 roku.
Odbudowa kompleksu pod kierownictwem Szczusiewa mogła rozpocząć się w 1944 roku. Architekt zaproponował przerwanie Małej Łubianki, aby połączyć oba budynki w jeden i zbudować drugi dziedziniec. Dolną kondygnację budynku ozdobiono szarym granitem, górne kondygnacje o prostej strukturze architektonicznej pokryto beżowo-różową gładzią szpachlową. Pasowała ona do koloru pilastrów wykonanych z tufu z gruzińskiego Bolnisi. Kompozycja architektoniczna otrzymała pozytywne recenzje od współczesnych jej krytyków. Niektórzy badacze wskazują na podobieństwo projektu do Palazzo della Cancelleria w Rzymie. Samemu Szczusiewowi przypisuje się następujące oświadczenie dotyczące projektu domu: „Poprosili mnie, abym zbudował salę tortur, więc wybudowałem dla nich weselsze więzienie”.
Do 1948 roku zrekonstruowano tylko prawą stronę kompleksu, zachowując projekt tylnej elewacji. Wzniesiono również centralny sektor domu, ozdobiony loggią nad wejściem głównym. Fasada główna została ozdobiona zegarem wyjętym z rozgrabionego luterańskiego kościoła Piotra i Pawła przy ulicy Starosadskiej . Po lewej stronie przylegał do domu stary budynek towarzystwa ubezpieczeniowego, do którego dobudowano dwa piętra, ale z zachowaniem oryginalnego stylu. Budynki połączyła jedna fasada dopiero w latach 1983–1985 na mocy dekretu sekretarza generalnego Jurija Andropowa . W tym samym czasie, pod kierownictwem architekta Gleba Makariewicza, całkowicie przebudowano dawny dom towarzystwa ubezpieczeniowego.
Równolegle z odbudową starego kompleksu w latach 1979–1982, po przeciwnej stronie Bolszoj Łubianki, grupa architektów pod kierownictwem Makariewicza wzniosła nowy budynek, do którego przeniosło się kierownictwo KGB. Jednak stary kompleks nadal służył jako siedziba służb administracyjnych organów bezpieczeństwa państwowego. Obecnie dom należy do Federalnej Służby Bezpieczeństwa.

## Więzienie wewnętrzne

### Budowa i wspomnienia więźniów
Od 1920 roku na terenie kompleksu funkcjonowało więzienie wewnętrzne, które dekadę później znacznie rozbudował architekt Arkady Langman. W jego celach przetrzymywano „najważniejszych kontrrewolucjonistów i szpiegów w czasie, gdy prowadzone było śledztwo w ich sprawie lub gdy z oczywistych powodów konieczne było całkowite odcięcie aresztowanego od świata zewnętrznego, aby ukryć jego miejsce pobytu”. Przypuszczalnie pierwszymi więźniami Łubianki były dzieci właściciela ziemskiego Nikołaja Lenina: Siergiej i Olga. W 1923 roku w budynku na Łubiance przetrzymywany był patriarcha Tichon. W różnych okresach więziono tam radzieckich polityków Nikołaja Bucharina i Lwa Kamieniewa, aktora Wsiewołoda Meyerholda, dowódców wojskowych Michaiła Tuchaczewskiego, Wasilija Blüchera i Aleksandra Kutiepowa, konstruktora lotniczego Andrieja Tupolewa, węgierskiego rewolucjonistę Bélę Kuna, przywódcę Polskiego Państwa Podziemnego Leopolda Okulickiego, pisarzy oraz poetów Osipa Mandelsztama i Aleksandra Sołżenicyna oraz wiele innych osobistości życia publicznego i kulturalnego zarówno z ZSRR, jak i spoza jego granic.
W 1936 roku w więzieniu znajdowało się 118 cel, z czego 94 były izolatkami. Łącznie w kompleksie przebywało jednorazowo do 350 więźniów. W budynku znajdowała się również kuchnia, prysznic, pomieszczenie do przeprowadzania dezynfekcji, magazyny odzieżowe i spożywcze oraz biblioteka. Jednocześnie celowo pomieszano numerację pomieszczeń, aby osadzeni nie mogli ustalić lokalizacji swojej celi. Większość pokoi miała „siedem kroków długości i trzy kroki szerokości”. Według niektórych doniesień wewnętrzne ściany zostały wydrążone, aby wyeliminować możliwość podsłuchu. Wielu badaczy uważa jednak, że podczas jednej z rekonstrukcji budowniczowie pomylili specjalne gipsowe kratki wentylacyjne z pustkami, które zainstalował architekt Langman, próbując rozwiązać problem słabości kanałów wentylacyjnych. Na dachu urządzono zamkniętą promenadę, na którą wjeżdżały windy towarowe i prowadziły osobne schody. Na korytarzach funkcjonował specjalny system eskortowania więźniów, który wykluczał przypadkowe mijanie się osadzonych.

Porządek i atmosferę więzienia na Łubiance opisuje wiele książek. Odniesienia do niej znajdują się w powieściach historycznych Życie i los, Archipelag GUŁag, Krąg pierwszy i wielu innych  . Ponadto istnieje wiele wspomnień byłych aresztowanych o ich uwięzieniu w murach Łubianki: 

Zatrzymali mnie przy celi nr 47. Otworzyli drzwi i wszedłem do celi. Stało w niej żelazne łóżko z materacem, przykryte szarym kocem. Mały stolik nocny. W rogu znajdował się zbiornik zamykany pokrywką. To całe wyposażenie. (…) Policzyłem, ile kroków można było zrobić w celi: były to 4 małe kroki wzdłuż, w poprzek trzy. (…) Okno było wysokie. W oknie znajdował się wizjer i mogłem, opierając się o okno, zobaczyć kawałek nieba – Aleksandr Zieliony

W końcu, po dwóch tygodniach oczekiwania, wezwano mnie po południu i poprowadzono długimi korytarzami i schodami, prawie wygodnymi oraz chodnikami wyłożonymi dywanem. Tylko dusze na klatkach schodowych są z jakiegoś powodu zakratowane. Domyślam się, że ludzie popełniali samobójstwo, rzucając się w dół – Waleria Priszwina

Cele w więzieniu wewnętrznym były bardzo różne: to więzienie zostało założone w jakimś hotelu trzeciej klasy, ale rozmiary cel były dalekie od starych pokojów. W normalne, nie więzienne okna, od wewnątrz były wstawione kraty, a szkło grubo posmarowane szarobiałą farbą. Dlatego w celach było trochę ciemno. Jeszcze ciemniej zrobiło się w nich później, gdy za oknami wstawiono blaszane, pomalowane na szaro pudła z tarczami. Światło i powietrze mogły dostać się do cel tylko przez mały otwór wentylacyjny na górze między osłoną a oknem; nie było szczeliny na dole i po bokach. Ponadto same okna, z powodu absurdalnie włożonych krat, prawie się nie otwierały: można było je tylko lekko uchylić. Z tego powodu, zwłaszcza po wstawieniu tarcz, w celach było bardzo duszno, a latem w przepełnionych celach więźniowie czasami po prostu się dusili. Powiedziano mi, że czasami ludzie byli wyciągani z celi w stanie półświadomości. Sam tego nie widziałem, ale znając sytuację, mogę w to uwierzyć – Siergiej Trubieckoj

Na plenum KC WKP(b) w 1937 roku komisarz Generalny Bezpieczeństwa Państwowego Nikołaj Jeżow podkreślił potrzebę „delikatnej pracy poszukiwawczej”, na spotkaniu wyrażono również pomysły dotyczące wzmocnienia „walki klas”. W związku z tym wzrosła liczba osób represjonowanych. Według spisów tylko w 1937 roku na Łubiance uwięziono 2857 osób, z których 24 zwolniono. Większość aresztowanych po przesłuchaniach przewieziono do więzień Butyrki lub Lefortowo
Zgodnie z instrukcjami wielu historyków i wspomnieniami więźniów, kierownictwo więzienia wewnętrznego aktywnie wykorzystywało system tortur psychicznych podczas przesłuchań. W ten sposób nieustanne dochodzenia były rozłożone na kilka dni. Jednak dla poszczególnych więźniów przyjęto różne podejścia. Nikołajowi Bucharinowi pozwolono kontynuować pracę, a po osadzeniu w więzieniu wewnętrznym napisał cztery rękopisy. Przebywający na Łubiance konstruktor lotniczy Nikołaj Polikarpow opracował tam projekt pierwszego, radzieckiego jednopłatowego myśliwca I-16. Zamknięty reżim placówki stał się przyczyną powstania przypuszczeń o istnieniu pod domem dziesięciopiętrowych piwnic, w których rozstrzeliwano więźniów i palono ich ciała w krematorium. Informacje o kondygnacjach podziemnych i krematorium nie zostały jednak nigdy potwierdzone. Więzienie zostało pierwotnie założone jako areszt śledczy, skąd więźniowie byli przewożeni zgodnie z treścią ich wyroku. Jednak niektórzy więźniowie potwierdzili, że faktycznie ludzie byli rozstrzeliwani w piwnicach . W całej historii Łubianki z więzienia wewnętrznego nie uciekł ani jeden aresztowany.

### Zamknięcie więzienia
Po śmierci Józefa Stalina masowe aresztowania ustały, a do połowy lat 50. na Łubiance działało już tylko 66 cel. Na rozkaz szefa KGB Władimira Siemiczastnego więzienie wewnętrzne zlikwidowano w 1961 roku. Jego ostatnim więźniem był amerykański pilot Gary Powers, oskarżony o szpiegostwo po zestrzeleniu jego samolotu nad ZSRR. Istnieją dowody wskazujące na to, że więzienie zamknięto de facto cztery lata wcześniej, a Powers był przetrzymywany w jednej z zachowanych cel tylko w oczekiwaniu na spotkanie z ambasadorem USA. Większość cel w więzieniu wewnętrznym została zamieniona na biura i jadalnię. W sześciu zachowanych salach urządzono wystawę muzealną, którą można obejrzeć jedynie posiadając uprawnienia dostępu do tajnych dokumentów.

## Współczesność

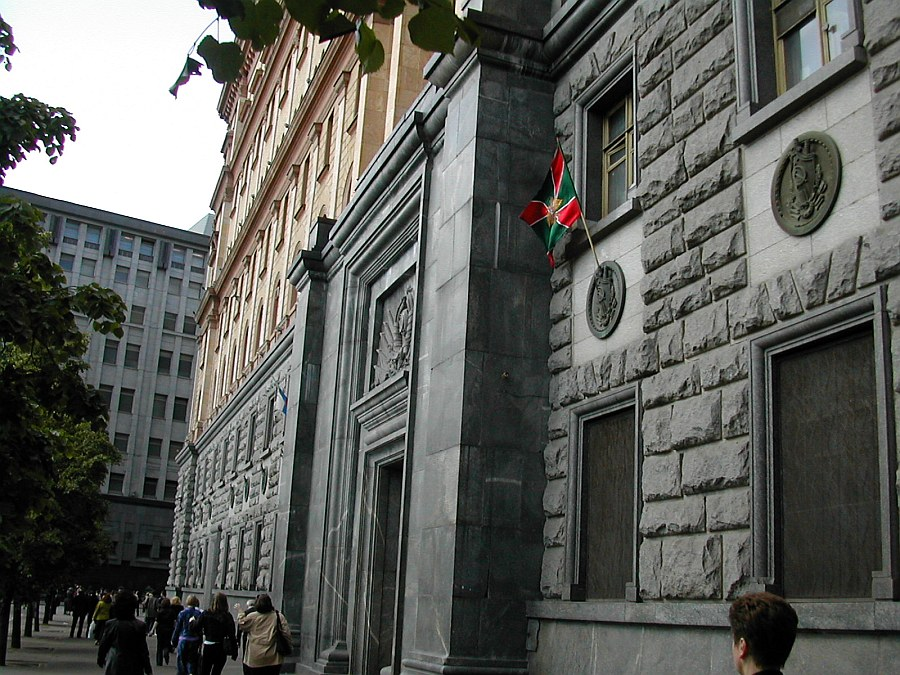
Główne wejście do siedziby FSB i flaga Służby Pogranicznej FSB

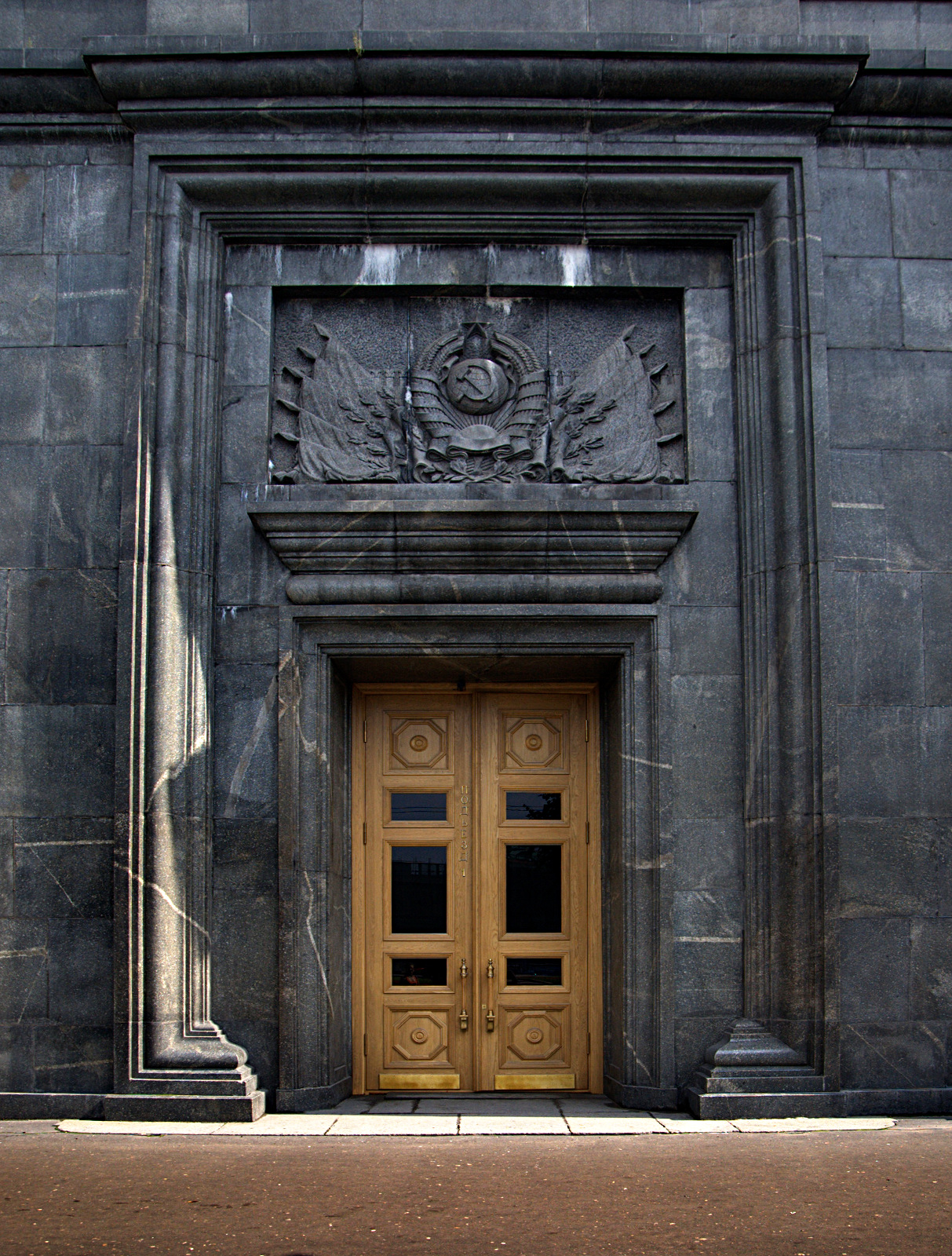
Główne wejście do gmachu FSB, 2008. Nad drzwiami nadal widnieje płaskorzeźba z godłem ZSRR

W 2008 roku skrzydło domu od strony ulicy Miaśnickiej otrzymało status zabytku dziedzictwa kulturowego. W 2011 roku przeszło ono przebudowę. W tym okresie pojawiły się informacje o instalacji lądowiska dla helikopterów na dachu Łubianki. Według szefa Rosochrankultury Wiktora Pietrakowa takowe istnieje jednak od dawna. Chociaż dach budynku nie był objęty ochroną, przedstawiciele Moskiewskiej Agencji Dziedzictwa Miejskiego stwierdzili, że projekt nie został zatwierdzony, a odbudowę przeprowadzono bez odpowiedniej dokumentacji. Szczegóły renowacji elewacji, które miały miejsce w latach 2013–2014, nie zostały ujawnione ze względu na tajny status obiektu.
Dzięki działaniom agencji rządowych pracujących w budynku toponim „Łubianka” stał się powszechnie znany. W różnym czasie pojawiały się różne związki frazeologiczne związane z tym budynkiem. W 2015 roku przed otwarciem wyremontowanego domu handlowego Świat Dziecka, który znajduje się naprzeciwko, ukazała się reklama z napisem: „Kochasz dziecko? Zabierz je na Łubiankę”. Wywołała ona bardzo negatywne reakcje w społeczeństwie. W pobliżu murów budynku FSB i znajdującego się w pobliżu pomnika Kamienia Sołowieckiego często odbywają się wiece i pikiety. Na przykład w październiku 2018 roku miały tam miejsce samotne wiece poparcia dla więźniów politycznych z organizacji „Nowa Wielkość” i „Sieć”. W listopadzie 2016 roku artysta Piotr Pawlenski przeprowadził happening, w czasie którego podpalił główne wejście do budynku w proteście „przeciw ciągłemu terrorowi”. Został ukarany grzywną za zniszczenie zabytku dziedzictwa kulturowego, chociaż później okazało się, że oryginalne drzwi zostały dawno temu usunięte, a obecne były współczesną kopią.

## Pomniki i upamiętnienia
W 1958 roku przed budynkiem stanął pomnik Feliksa Dzierżyńskiego, zaprojektowany przez rzeźbiarza Jewgienija Wuczeticza. Podczas puczu sierpniowego w 1991 roku, na polecenie Rady Miejskiej Moskwy, pomnik został rozebrany, gromadząc dużą liczbę widzów. Rzeźba została przeniesiona do Parku Muzeonów, w późniejszym czasie pojawiały się liczne propozycje powrotu pomnika na plac Łubiański.
Po śmierci przewodniczącego KGB Jurija Andropowa na ścianie domu, w którym pracował, zainstalowano tablicę pamiątkową. Została ona usunięta podczas puczu sierpniowego, ale w 1999 roku powróciła na swoje pierwotne miejsce.
Od strony ulicy Miaśnickiej, na ścianie domu znajduje się tablica pamiątkowa poświęcona architektowi Szczusiewowi.

### Upamiętnienie polskich ofiar
Martyrologia Polaków osadzanych, więzionych i mordowanych przez NKWD w gmachu na Łubiance została po 1990 roku upamiętniona na Grobie Nieznanego Żołnierza w Warszawie napisem na jednej z tablic: ŁUBIANKA – BUTYRKI 1939 – 1945.